# Sonia Pottinger
Sonia Eloise Pottinger (junho de 1931 - 3 de novembro de 2010) foi uma produtora musical de reggae jamaicana.